# علف‌انبانی کرنیگرا
آتریکالاریا کرنیگرا (نام علمی: Utricularia cornigera) نام یک گونه از سرده علف‌انبانی است.